# Idioglosja
Idioglosja (od starogreckiego ἴδιος ídios, „własny, osobisty, odrębny” i γλῶσσα glôssa, „język”) – specyficzny język wymyślony i używany przez jedną, maksimum dwie osoby. Najczęściej idioglossia odnosi się do „własnych języków” małych dzieci, zwłaszcza bliźniąt. Ten typ idioglosji definiowany jest jako mowa bliźniacza.
Dzieci, które od urodzenia mają kontakt z wieloma językami, są również skłonne do tworzenia idioglosji, ale języki te zwykle zanikają w stosunkowo młodym wieku, ustępując jednemu lub kilku nauczonych języków.
Idioglosja jest również jednostką chorobową w przypadkach afazji lub głuchoty wrodzonej.

## Przykłady

### Historyczne
- Sam i Ren McEntee, 18-miesięczne bliźniaki[2].
- June i Jennifer Gibbons[3]
- Bliźniaczki Kennedy z San Diego w Kalifornii[4].

### Media

#### Film i telewizja
- Bliźniaczki Zarana i Zandar z serii GI Joe
- główna bohaterka filmu Nell z 1994 roku z Jodie Foster w roli tytułowej
- Skins - odcinek 9 serii 3 Katie i Emily Fitch
- Sherri i Terri w The Simpsons
- Jim i Tim Possible z serialu Disney Channel Kim Possible
- W odcinku „Identity” serialu Law & Order: Special Victims Unit z 2005 roku bliźniaki Logan i Lindsay Stanton
- Amerykański Tata z 2010 roku odcinek „Son of Stan”, Steve i jego klon, Steve-arino
- Second Chance Mary i Otto Goodwinowie
- W finale serialu The Office Angela Martin i jej siostra Rachael na wieczorze panieńskim Angeli.

#### Literatura
- Powieść Jamesa Joyce'a Finnegans Wake została napisana przy użyciu idioglossji
- Bliźniaczki Marilyn i Carolyn Arnold z serii książek The Baby-Sitters Club

#### Muzyka
- Wokalistka i kompozytorka Lisa Gerrard tworzy w idioglosji większość swoich dzieł - zarówno z Dead Can Dance jak i karierze solowej) rozwijając ten język od dwunastego roku życia.
- Wokalistka i kompozytorka Elizabeth Fraser śpiewa w idioglossii.